# Домаћин (роман)
Домаћин је научно-фантастичан љубавни роман који је написала Стефани Мајер. Књига је о Земљи, у постапокалиптично време, када ју је заузела паразитска ванземаљска раса, познате као „Душе“ и прати тешкоће једне Душе када свест њеног људског домаћина одбија да се одрекне свог тела. 
Домаћин је објављен 6. маја 2008. године са почетним тиражом од 750 000 примерака. Британска издавачка кућа је избацила интернационалну верзију романа 2. априла 2009. године у Великој Британији, Ирској, Индонезији, Филипинима, Аустралији и Хонг Конгу. Преведен је на многе језике.

## Радња
Врсте паразитских ванземаљаца названи „Душе“ су заузели Земљу, сматрајући људе превише насилним да би заслужили планету. Када се Душа убаци у домаћиново тело, свест првобитног власника се обрише, остављајући њихова сећања и знање. Једна Душа, названа Луталица, стављена је у тело Мелани Страјдер. Међутим, Меланина свест је још увек жива и почиње да комуницира са Луталицом ментално. Луталичин „Трагач“ предлаже да би она могла да нађе начин да уклони Мелани преко операције, али Луталица покушава неколико пута да одбије Трагачеве жеље. Како Луталица почиње да открива нека Меланина сећања на њеног брата Џејмија Страјдера и њеног дечка Џареда Хоува, Мелани је тера да прати низ трагова кроз пустињу Аризоне да нађе стрица Џеба, надајући се да су Џејми и Џаред са њим. Радећи то, Луталица би одбијала Трагачеву способност да избаци Мелани из ума.
Када Џеб наилази на Меланино тело које је умирало, схвата шта јој се десило али ипак је води у своје скровиште: мрежа пећина у којој живи преко тридесет људи. Већина људи је желело да је убије изузев Џареда и Џејмија и касније Ијана О’Шеја, који развија осећања према Луталици. Како дани пролазе и она почиње да постаје део заједнице, многи чланови заједнице почињу да јој поверавају послове и коначно јој додељују учитељску улогу у колонији. Такође јој је дат надимак Луња уместо имена Луталица. Након неговања пацијента са канцером једне ноћи, Луњу је напао Ијанов брат, Кајл. Након успешног спасавања саме себе и Кајла, одведени су до амбуланте. Убрзо након опоравка, Луња се спотакне међу мноштво осакаћених тела што ју је натерало да се крије од ужаса три дана. Током њеног времена у изолацији, Луња сазнаје од Џеба да људи покушавају да избаце Душе из њихових домаћина и у покушају да им врате њихову свест и живот, до сада се сваки покушај завршио са мртвим телом. 
Док Џејми болује од грознице која је узрокована повредом ноге, Луња схвата да она мора да узме лекове од Душа да излечи Џејмија пре него што буде прекасно. Уз Џаредову помоћ, њих двоје успевају да излече Џејмијеву ногу на време. Захваљујући њеним напорима, Луњи је поверено да пљачка залихе и многи верују да је Мелани још увек присутна у Луњином уму. Не дуго након што су се пљачкаши вратили у колонију, сазнали су да су пећине нападнуте и Луњин Трагач ухваћен. Након долажења до закључка о Трагачевом животу, Луња одлучује да каже Доци како да правилно извади Душу из људског тела. Трагач је послат назад у свемир. Луња смишља још један план да извади себе из Меланиног тела и да умре како би дозволила Мелани да се врати Џареду још једном. Сазнајући за Луњин план, Ијан постаје бесан и позива судницу да заустави њене планове. И поред његових покушаја, Луња успева унапред да оде до Доце. Пре него што прође кроз процедуру, Луња изјављује своју љубав Ијану. 
На њено изненађење, Луња се буди у новом домаћину чија се свест није вратила. У свом новом телу, Луња је широко прихваћена међу људима и слободна је да буде у вези са Ијаном док се Мелани враћа Џареду. Током времена после операције, колонија почиње да расте и многи њени становници постају напреднији него некад. Роман се завршава са проналаском друге групе људи као њиховој која има Душу која се зове Сажиже.

## Главни ликови
Луталица или „Луња“ за надимак – паразитски ванземаљац који је убачен у тело Мелани Страјдер. Она је добила своје име због броја планета на којима је живела, никад се ненаселивши на ону која јој се свиђа. Касније јој је Меланин стриц Џеб дао надимак „Луња“. У почетку заинтересована за уживање у њеном новом животу, Меланина љубав према свом брату и дечку шири се и на Луњу и открива себе како напушта своју врсту да би их нашла у пустињи. Она полако развија симпатије према људима, на крају признајући да они имају право на своје животе и покушава да жртвује себе како би вратила Мелани њен живот. Као сваке Душе, она је природно несебична, ужаснута насиљем, и тешко јој је да убедљиво лаже (људе). Не воли да узнемирава људе па бескрајно пати покушавајући да буде што мањи терет.
Мелани Страјдер – Мелани је људски бунтовник који је ухваћен и у који је стављена Душа после година избегавања Трагача. Она је Луталичин домаћин. Меланина свест преживљава и опире се Луталичиној контроли најбоље што може. Воли осећај да је физички јака и грди Луталицу због занемаривања да је тако и одржи. Има темперамент и често користи претње насиљем, упркос Луталичином незадовољству. Мелани је стравствено заљубљена у Џареда и има снажну везу са својим братом, Џејмијем, којег она жестоко чува. Упркос почетничком гневу према Луталици за узимање њеног живота, њихова подељена љубав према Џејмију и Џареду их претвара у невољне савезнике. Њихов однос расте до тачке када Мелани плачући моли Луталицу да јој не враћа тело назад, знајући да ванземаљац планира да се убије чим се извади. Мелани је описана да има очи боје лешника, тамну косу и препланулу кожу и са мајчине стране је полу Латина.
Ијан О’Шеј – Луталица назива Ијана као „добар као Душа, али јак колико само човек може да буде“. Као и већина групе, има снажну одбојност према Душама у почетку, али брзо је одбацује чим почне да се саосећа са Луталицом. Остали ликови га гледају као највише смиреним и осећајним. Ијан се спријатељава са Луталицом и постепено се заљубљује у њу због њене личности, инсистрирајући да он веома мало обраћа пажњу на Меланино тело. Константно га нервира како је она несебична и пожртвована, бринући да ће урадити ствари које она неће, зато што мисли да ће тако усрећити друге. Чим је Луња убачена у новог домаћина они започињу везу. Он не помаже Мелани да нађу ново тело за Мелани, што је Мелани изненадило. Ијан је рекао да не обраћа пажњу како она изгледа; он воли Луњу због њене личности. Он је описан као висок и мишићав, са црном косом, сафирно плавим очима и лепом кожом. 
Џаред Хоув – Меланин љубавник. Џаред је упознао Мелани за време крађе хране из исте куће, обоје вероваћи да је други био Душа; када је схватио да је нашао још једног човека био је толико узбућен да ју је пољубио. Љубазан, агресиван и некако узбудљив у Меланиним сећањима, у тренутку када га је Луталица упознала постао је огорчен и очврснут. Првобитно презире Луњу због узимања Мелиног живота, али не допушта да Доца експериментише на њој. Почиње да мења своје погледе на Душу када је види како теши умирућег пријатеља. Његове вештине преживљавања су предност групи, па је често задужен за вођење пљачки због његове рационалности и равнодушности. Он има помало родитељски однос са Џајмијем, о којем је наставио да се брине након заробљавања Мелани. Описан је као висок и мишићав, са препланулом кожом, очима боје сијене и природно тамном, али посветљеном косом од Сунца. 
Џејми Страјдер – Џејми је Меланин млађи брат. За разлику од већине ликова, нема непријатељско осећање према Луталици због крађе тела његове сестре или живота и брзо је гледа као замену за сестру. Фасциниран је Луњиним причама о другим планетама и врстама које живе на њима. Упркос својој привидној невиности и наивности, Џејми жели да је третиран као одрасла особа; жуди да иде за походима са осталима и непријатно му је мажење које добија када је повређен.  
Стриц Џеб – Џебедаја „Џеб“ је Меланин ексцентричан стриц. Параноична особа која вежба своје спољашње вештине за преживљавање, Џеб је конструисао сложено склониште у пећинама испод пустиње Аризоне. Одржава строгу контролу над склоништем захваљујући дејству једином ватреном оружју. Верује да Луталица може да се уклопи међу људима и гура то до тачке да ствара велики напор унутар групе. Миран је и промишљен у одлучивању и упркос томе што је један од најгостуљубивих према Луталици, поред тога се не устручава да јој објасни и оправда људску перспективу.
Трагач – Душа која је првобитно ухватила Мелани. Њен позив је да тражи и ухвати људе који су успели да избегну усађивање, иако она схвата свој посао озбиљније него остали. Заједничка мржња према Трагачу је основа ране повезаности Мелани и Луталице. Она је необично раздражљива и нервозна са своју врсту, да је чак у једном моменту хладнокрво пуцала у човека, упркос томе што већина Душа нису ни у могућности да узму пиштољ. Руга се Луталици зато што није успела да у потпуности отера Меланину свест. Касније се открива да то ради због своје несигурности што није успела да превазиђе свог домаћина, Лејси, која прича са њој као што Мелани прича са Луњом. Лејси је абразивна као Трагач.
Кајл О’Шеј – Кајл, Ијанов брат, је импулсиван, напрасиван и често га други сматрају напорним. Његова мржња према Душама је екстремна, чак и међу групом. Покушава да убије Луњу, упркос томе што је упозорен да је не повреди и иронично је то да га је она спасила од пада у смрт након што је нокаутиран у борби. Када је схватио да је Трагачев домаћин је успео да поврати своје тело, одлази да киднапује Сунчицу, Душу која је усађена у Џодином телу, и враћа је назад у пећине да види да ли може Џоди да се врати. Када се Џоди не пробуди након што су извадили Сунчицу, дозвољава Сунчици да остане. Иако је желео да се Џоди врати, постаје близак са Сунчицом и описани су као нераздвојни.
Доца – висок, витак човек који је био хирург и у групи служи као доктор. Луњин првобитни утисак о њему је да је хладнокрвни мучитељ, али касније се показује да је дубоко погођен патњом својих пацијената и један од првих људи који прихватају Луњу. Фасциниран је како су Душини лекови ефективни и очајнички покушава да нађе начин да уклони Душе без убијања паразита или домаћина. Доца је склон пијењу алкохола када не успе у таквим покушајима. Његово право име Еустахије споменуо је Луњи пре него што ју је извадио из њеног домаћина. Човек својих речи, Доца је спречио да Луња умре као што јој је обећао, јер му је Џаред претио ножем. Мајеров млађи брат Сет је утицао на неке његове карактеристике.

## Главне теме
У интервјуу за Vogue, Мајер је навела да је слика тела главни аспект њеног романа. Она је запазила да је она „веома критична“ према свом телу, али не и према другима. У Домаћину она је покушала да саопшти „какав је дар имати само тело, и заиста га волети“. То је нешто што би већина људи узела здраво за готово пре него што су ухваћени, и нечега чега је Мелани у потпуности свесна чим је изгубила контролу над својим телом. Остале теме које је Мајер истражила су биле веза мајке и детета, потреба да променимо наше животе за оне које волимо или зато што заједница очекује од нас нешто друго од онога што ми желимо и неуклапање. У осталим интервјуима, разне теме су споменуте укључујући вредност Душе и вере у свет који је уништен, толеранција, опраштање и разумевање. Питања идентитета се такође често помињу, као што се Луталица пита да ли остали ликови разликују њену личност и Меланин идентитет када комуницирају са њом.  

## Упућивање на друга дела
Као Мајерине остале књиге, Домаћин укључује и песму на почетку романа. Меј Свенсон је написала песму која се назива Питање и повезује се са идејом ослањања ума на постојање тела, као што Мелани доживљава када се у њу уселила Луталица.

## Наставци
Мајер је рекла да ради на додатним књигама из серије Домаћин и да планира да напише трилогију. Током интервјуа је рекла да би се први наставак звао Трагач, а други Душа ако би се објавили. У новембру 2009. године рекла је: „Волела бих да Домаћин буде коначно део трилогије“. У фебруару 2011. године Мајер је рекла да има основе наставака и да је написала нешто на њима.
Од децембра 2018. године није било никаквих напредака, осим нагађања обожаватеља, везано за наставак романа Домаћин.

## Прихватање
У критици књиге за новине The Guardian, Кит Брук је написао: „Када је добар роман, роман ради добро, и свиђаће се фановима ауторове најпродаваније серије Сумрак, али је нешто више напола пристојног комада лагане забаве“.
Домаћин је био на првом месту на Листи бестселера по New York Times-у и остао је на тој листи 26 недеља. Такође је провео 36 недеља на листи бестселера по Los Angeles Times-у. Роман је био на првом месту на листи 10 најпродаванијих белетристика у Канади по Maclean's Magazine. Домаћин је проглашен једном од „Најбоље књиге у мају“ по Amazon.com.

## Филмска адапција
Домаћин се развио у филм са Ендру Николом као режисером и Серше Ронан као Мелани. Пројекат је објављен у септембру 2009. године када су продуценти Ник Вехслер, Стив Шварц и Паула Меј Шварц искористили независно финансирање да би стекли филмска права за Домаћина. Никол је био ангажован да напише сценарио и да режира филм. Почетком 2011. године, пре почетка снимања, Сусаза Вајт је заменила Никола као режисера, али се Никол вратио на место режисера у мају 2011. године. Истог месеца Ронан је добила улогу Мелани у филмској адаптацији. Двадесетседмог јуна било је објављено да ће филм изаћи 29. марта 2013. године, са почетком снимања у фебруару 2012. године у Луизијани и Новом Мексику. Open Road Films је стекао америчка права за дистрибуцију филма и Мајер је била продуцент заједно са Вехслером, Стив Шварцом и Паулом Мај Шварц.
Филм је изашао 29. марта 2013. године са веома негативним критикама.